# میل هیل
latitudeمیل هیلlongitudeمیل هیل
میل هیل (به انگلیسی: Mill Hill) یک ناحیه در لندن است که در منطقه بارنت لندن واقع شده‌است.

## ایستگاه‌های راه‌آهن
- ایستگاه راه‌آهن میل هیل برادوی
- ایستگاه متروی میل هیل شرقی (خط شمالی متروی لندن)